# Сиротин, Вячеслав Фёдорович
Вячеслав Фёдорович Сиротин (22 сентября 1913, Санкт-Петербург, Российская империя — 7 августа 1948, Приморский край, РСФСР, СССР) — советский лётчик-ас истребительной авиации Великой Отечественной войны, Герой Советского Союза (23.02.1945). Майор (1945).

## Биография
Вячеслав Сиротин родился 22 сентября 1913 года в Санкт-Петербурге. После окончания семи классов школы работал токарем.
В 1934 году был призван на службу в Рабоче-крестьянскую Красную Армию. В 1937 году он окончил Харьковскую военную авиационную школу лётчиков и лётнабов. Служил в строевых частях ВВС, в 1939 году вступил в ВКП(б).
С 22 июня 1941 года — в боях Великой Отечественной войны. В звании старшего политрука летал на истребителе И-153, будучи заместителем командира эскадрильи 123-го истребительного авиационного полка ПВО в ВВС Белорусского особого военного округа. В самый первый день войны в районе Бреста сбил 2 немецких истребителя в одном бою, а в следующем боевом вылете сбил бомбардировщик. На следующий день сбил над Пинском бомбардировщик Ю-88 и уже 25 июня становится асом, сбив по одному Ю-88 и Ме-109 в районе Слуцка в разных боях. В этот же день был ранен.
С 5 августа участвовал в обороне неба Москвы (полк был включен в состав 6-го истребительного авиакорпуса ПВО) на истребителе Як-1. В сентябре 1941 года полк передали в 7-й истребительный авиационный корпус ПВО и направили на защиту Ленинграда. В сентябре 1941 года сбил ещё 2 немецких самолёта. 12 октября 1941 года тяжело ранен в воздушном бою, отправлен в госпиталь. После выздоровления воевал в том же полку до февраля 1942 года.
С апреля 1942 года служил в 238-м истребительном авиационном полку (239-я истребительная авиационная дивизия), где летал на ЛаГГ-3. Полк короткое время до вывода на переформирование воевал на Северо-Западном фронте, там В. Сиротин побед в воздухе не одержал.
В 1943 году назначен помощником по воздушно-стрелковой службе командира 17-го истребительного авиационного полка, который находился в тылу, осваивая истребители «Аэрокобра». В июне 1944 года прибыл с полком на 1-й Прибалтийский фронт. Прославился в воздушных боях в ходе Белорусской и Прибалтийской стратегических наступательных операций, где число его новых побед стало стремительно расти.
К октябрю 1944 года помощник по воздушно-стрелковой службе командира 17-го истребительного авиаполка 190-й истребительной авиадивизии 11-го истребительного авиакорпуса 3-й воздушной армии 1-го Прибалтийского фронта капитан Вячеслав Сиротин совершил 233 боевых вылета, лично сбил 15 вражеских самолётов.
Указом Президиума Верховного Совета СССР от 23 февраля 1945 года за «образцовое выполнение боевых заданий командования на фронте борьбы с немецкими захватчиками и проявленные при этом отвагу и геройство» капитану Вячеславу Фёдоровичу Сиротину присвоено звание Героя Советского Союза с вручением ордена Ленина и медали «Золотая Звезда» за номером 4183.
После представления к званию Героя продолжал столь же успешно сражаться с врагом. К 9 мая 1945 года выполнил 326 боевых вылетов, провёл 65 воздушных боёв, в которых сбил 21 самолёт (все победы личные, документально подтверждены) и также в паре с своим ведомым сбил 1 аэростат.
Участвовал также в советско-японской войне в августе 1945 года (полк и дивизия те же, воевал в составе 12-й воздушной армии Забайкальского фронта). На истребителе Р-63 «Кингкобра» там выполнил 5 боевых вылетов, провёл 1 воздушный бой, в котором его ведомый сбил японский истребитель, а сам он отогнал второй японский истребитель от прикрываемого советскими лётчиками транспортного самолёта.
После Победы продолжал службу в Советской Армии на Дальнем Востоке, в составе того же 17-го истребительного авиаполка. С 1946 года — командир этого полка. Трагически погиб в авиационной катастрофе 7 августа 1948 года. Похоронен на старом кладбище в посёлке Хороль Приморского края.

## Награды
- Герой Советского Союза (23.02.1945)
- Два ордена Ленина (31.12.1941, 23.02.1945)
- Два ордена Красного Знамени (7.10.1944, 15.05.1945)
- Орден Отечественной войны 1-й степени (20.07.1944)
- Орден Красной Звезды (30.09.1945)
- Медаль «За боевые заслуги» (3.11.1944)
- Ряд других медалей[3]